# 夕暮 (初春型駆逐艦)
夕暮（ゆうぐれ/ゆふぐれ）は、日本海軍の駆逐艦。日本海軍の艦艇名としては1906年（明治39年）竣工の神風型駆逐艦 (初代)・夕暮に次いで2隻目。

## 概要
一等駆逐艦夕暮（ゆうぐれ/ゆふぐれ）は、日本海軍が舞鶴海軍工廠で建造した駆逐艦。初春型駆逐艦の6番艦である。有明型駆逐艦に類別されていた時期があり、また改初春型駆逐艦ともよばれる。
1935年（昭和10年）3月に竣工した。
太平洋戦争開戦後、ひきつづき第一水雷戦隊隷下の第27駆逐隊（有明、夕暮、白露、時雨）に所属した。夕暮は27駆僚艦とともに南雲機動部隊の内地帰投支援、アンボン攻略作戦、ポートダーウィン空襲（第二航空戦隊護衛）、珊瑚海海戦（第五航空戦隊護衛）、ミッドウェー海戦（主力部隊護衛）、ガダルカナル島輸送作戦、第三次ソロモン海戦（戦艦比叡救援）、コロンバンガラ島沖海戦などに参加した。
1943年（昭和18年）7月20日、コロンバンガラ島近海において重巡洋艦部隊と共に行動中、夜間空襲により夕暮と清波は撃沈された（ニュージョージア島の戦い）。

## 艦歴

### 太平洋戦争まで
1932年（昭和7年）12月10日、浦賀船渠で建造の駆逐艦に初霜（はつしも）、神戸川崎造船所の駆逐艦に有明（ありあけ）、舞鶴要港工作部の駆逐艦に夕暮（ゆふぐれ）の艦名が与えられた。3隻は初春型駆逐艦に類別された。
夕暮は1933年（昭和8年）4月9日、舞鶴工廠で起工した。5番艦有明から魚雷3連装3基9門から4連装2基8門に設計変更され、さらに1番艦初春と2番艦子日が公試運転で復原性能が不良と判明し、有明はバルジで対応、夕暮は全幅を変更する修整が行われた。
同年12月15日、有明と夕暮は有明型駆逐艦へ類別変更された。
しかし1934年（昭和9年）3月に友鶴事件が発生し、各艦はさらなる改修に迫られた。5月6日、夕暮は進水した。
上甲板の重量を減らすため魚雷は3連装2基6門とし、第2砲塔の移設や艦橋の小型化など初春に準じた変更が行われた。夕暮の特徴は、巡洋艦最上や三隈および空母蒼龍と同様に、二枚舵を装備している点である。実際に運用したところ二枚舵の効果は疑わしく、後日、一枚舵に変更された。
また同時期の舞鶴海軍工廠は標的艦摂津搭載予定の自動燃焼装置製造を命じられており、試作品を舞鶴で建造中の夕暮に搭載して試験をおこなった。
結局、11月19日をもって有明型駆逐艦（有明、夕暮、白露、時雨、村雨、夕立、春雨）は解消され、白露型駆逐艦が新設、有明と夕暮の類別は初春型駆逐艦に戻った。
1935年（昭和10年）3月30日、夕暮は竣工した。横須賀鎮守府籍。
4月1日、日本海軍は有明と夕暮で第9駆逐隊を編制した。
第9駆逐隊は第二航空戦隊（空母赤城）に編入された。11月15日付の艦隊編制で、二航戦は空母加賀と第29駆逐隊となり、第9駆逐隊は第一水雷戦隊に転籍した。
1936年（昭和11年）11月1日、白露型駆逐艦の白露と時雨が第9駆逐隊に加わった。
1938年（昭和13年）12月15日、第9駆逐隊は佐世保鎮守府へ転籍し、第27駆逐隊に改称した。
1939年（昭和14年）11月15日、第27駆逐隊は第一水雷戦隊に編入された。
1940年（昭和15年）9月、第27駆逐隊は北部仏印進駐に輸送船団護衛として参加した。10月15日、加茂喜代之少佐が艦長に就任した。11月15日、第一水雷戦隊（旗艦「阿武隈」）は第6駆逐隊、第7駆逐隊、第21駆逐隊、第27駆逐隊となった。

### 太平洋戦争緒戦
1941年（昭和16年）12月8日の太平洋戦争開戦時、第一水雷戦隊（司令官大森仙太郎少将）は軽巡洋艦阿武隈、第6駆逐隊、第17駆逐隊、第21駆逐隊、第27駆逐隊で編制されていた。
12月8日朝、山本五十六連合艦隊司令長官が直率する主力部隊はハワイ攻撃後に内地へ帰投中の南雲機動部隊を収容するため、瀬戸内海から出撃する。第21駆逐隊（子日、初春、初霜、若葉）と第27駆逐隊（有明、夕暮、白露、時雨）は主力部隊を護衛し、小笠原諸島近海を行動した。12月13日朝、主力部隊は桂島泊地に帰投した。
その後、南雲機動部隊本隊（第一航空戦隊、第五航空戦隊）が日本本土に接近したので、第21駆逐隊と第27駆逐隊は瀬戸内海を出撃、機動部隊との合流地点にむかった。第21駆逐隊と第27駆逐隊は機動部隊本隊を内地まで護衛する。
つづいてウェーク島攻略戦に投入されていた機動部隊別働隊が作戦を終えて日本列島に近づいていた。第21駆逐隊と第27駆逐隊は再び瀬戸内海を出撃、12月28日2300に機動部隊別働隊に合流、29日1530呉に到着した。
ハワイ作戦終了後、機動部隊の各航空戦隊は分割されて各方面の作戦に従事することになり、第二航空戦隊は1942年（昭和17年）1月7日付で南方部隊に編入された。まずモルッカ諸島アンボンを攻略することになり、第二護衛隊指揮官田中頼三少将（第二水雷戦隊司令官）が攻略の直接指揮をとった。攻略作戦を支援する母艦航空部隊は、第二航空戦隊司令官山口多聞少将が指揮をとった。第二航空戦隊（蒼龍、飛龍）、重巡摩耶、第7駆逐隊、第27駆逐隊第2小隊（有明、夕暮）、補給艦という編成であった。内地を出撃後、有明と夕暮は機動部隊の警戒艦としてアンボン攻略作戦、ポートダーウィン攻撃に参加した。
2月10日、有明と夕暮は第4駆逐隊第2小隊（萩風、舞風）と共に、機動部隊警戒隊に編入された。2月21日、南雲機動部隊はスラウェシ島スターリング湾に入港した。
蘭印作戦最終段階時、有明と夕暮は南雲機動部隊警戒隊に所属していた。
2月25日0830、南雲機動部隊はスターリング湾を出撃、インド洋に進出した。3月1日、機動部隊の護衛艦艇はオランダ商船モッドヨカード号（8,082トン）を撃沈した。機動部隊はジャワ島南方で掃討作戦を実施、3月11日スターリング湾に戻った。
4月12日、連合艦隊は第五戦隊（妙高、羽黒）、第五航空戦隊（空母瑞鶴、翔鶴）、第7駆逐隊、第27駆逐隊の南洋部隊（南洋部隊指揮官は第四艦隊司令長官井上成美海軍中将）編入を発令した（4月18日付で実施）。南洋部隊はポートモレスビー攻略作戦（ＭＯ作戦）を発動し、第四艦隊司令長官の麾下に第五戦隊司令官高木武雄少将を指揮官とするＭＯ機動部隊が編成された。
ＭＯ機動部隊は、第五戦隊、五航戦、夕暮含め駆逐艦6隻、油槽艦（東邦丸）で編成されていた。
当時の五航戦はインド洋作戦を終えて内地へ帰投中であり、第27駆逐隊は佐世保にいた。第27駆逐隊は台湾馬公市への進出および同地で五航戦と合流するよう命じられ佐世保を出発するが、4月18日0820に東京空襲の速報に接した（ドーリットル空襲）。五航戦と第27駆逐隊は南雲機動部隊に編入される。翌19日、6隻（五航戦、第27駆逐隊）は米軍機動部隊（ホーネット、エンタープライズ）追撃のため馬公から出撃したが、同日1930に南洋部隊への復帰を命じられた。4月25日夕刻、6隻はトラック泊地に到着した。
5月初旬、第27駆逐隊はＭＯ機動部隊としてポートモレスビー攻略作戦に参加した（海戦に至る経緯と経過は当該記事を参照）。5月1日、ＭＯ機動部隊はトラック泊地を出撃する。5月7日に有明は翔鶴偵察機救助のため分離し、また同日夜に第六戦隊第2小隊が合流したので、5月8日時点のＭＯ機動部隊は重巡4隻（妙高、羽黒、衣笠、古鷹）、五航戦（瑞鶴、翔鶴）、駆逐艦5隻（時雨、白露、夕暮、潮、曙）であった。
同日の対空戦闘により、空母翔鶴が中破した。4隻（衣笠、古鷹、夕暮、潮）は戦場を離脱する翔鶴を護衛したのち、夕暮を除いてＭＯ機動部隊本隊に復帰した。
翌9日、連合艦隊は翔鶴と夕暮を南洋部隊からのぞき主隊に編入、内地での修理を命じた。夕暮と漣は傷ついた翔鶴を護衛して内地に向かった。サイパン島近海で第15駆逐隊（黒潮、親潮、早潮）が合流し、共に翔鶴を護衛する。17日、翔鶴護衛隊は呉に到着した。翔鶴の修理には三ヶ月かかると判定され、また瑞鶴の航空隊消耗もはげしく、五航戦はミッドウェー作戦に参加できなくなった。
5月22日、夕暮以外の第27駆逐隊も呉に帰投した。
ミッドウェー島攻略を目指すミッドウェー作戦において、第27駆逐隊は連合艦隊司令長官山本五十六大将（連合艦隊旗艦「大和」）と第一艦隊司令長官高須四郎長官が指揮する主力部隊に所属した。主力部隊は山本長官直率の主隊と、高須長官を指揮官とする警戒部隊に分れていた。5月29日、主力部隊は内海西部を出撃した。ミッドウェー海戦は日本海軍の大敗で終わり、同作戦は6月6日に中止された。6月14日、主力部隊はそれぞれ内地に帰投した。
7月14日、ミッドウェー海戦後の大幅な艦隊再編で、第一水雷戦隊に所属していた第27駆逐隊は第二艦隊隷下の第四水雷戦隊に転籍した。この時点での第四水雷戦隊（司令官高間完少将）は、軽巡洋艦由良、第2駆逐隊（村雨、五月雨、夕立、春雨）、第9駆逐隊（朝雲、峯雲、夏雲）、第27駆逐隊（時雨、白露、有明、夕暮）であった。

### ガダルカナル島の戦い
1942年（昭和17年）8月7日、連合軍はフロリダ諸島とガダルカナル島に上陸、ガダルカナル島の戦いがはじまる。第二艦隊司令長官近藤信竹海軍中将（旗艦「愛宕」）指揮下の前進部隊（第四戦隊、第五戦隊、戦艦陸奥、第四水雷戦隊、水上機母艦千歳など）は8月11日から12日にかけて日本本土を出撃、17日トラック泊地に到着した。
8月17日のアメリカ軍によるマキン奇襲上陸を受けて、一度攻略中止となっていたナウル島およびオーシャン島が再び俎上に載せられた。ガダルカナル戦の関係から両島の飛行艇基地は敵に使わせてはならず、また両島に航空基地を確保する必要もあった。8月21日に「夕暮」と「有明」がナウル島とオーシャン島に対する艦砲射撃を命じられ、8月22日に「夕暮」がオーシャン島を、「有明」がナウル島を砲撃した。その後2隻はヤルート環礁へ向かった。続いて両島の攻略が行われた（CD作戦）。「夕暮」は8月26日にオーシャン島に陸戦隊46名を揚陸し、同島を無血占領した。
27日に僚艦白露が到着した。夕暮はギルバート諸島アパママ攻略を命じられた。
30日、第27駆逐隊（時雨、白露、夕暮）は輸送船香取丸を護衛してヤルートを出撃、途中で大同丸と合流してアパママに進撃、9月2日0630にアパママを無血占領した。同日1730、攻略部隊はアパママを抜錨してタラワ島へ移動、3日に同島を無血占領した。
オーシャン方面で行動中の8月27日、有明と夕暮は外南洋部隊（指揮官三川軍一第八艦隊司令長官）に編入された。外南洋部隊は敷設艦津軽と哨戒艇（1号、2号）、駆逐艦陽炎と夕暮に対し、9月2日のガダルカナル島輸送を命じた。
9月5日も駆逐艦5隻（吹雪、白雪、天霧、陽炎、夕暮）でガ島輸送を実施した。
8日は軽巡川内（外南洋部隊増援部隊旗艦）、駆逐艦複数隻と共にショートランド泊地を出撃、ルンガ泊地に突入して連合軍魚雷艇と交戦した。
同時期、日本海軍の外南洋部隊増援部隊（指揮官橋本信太郎第三水雷戦隊司令官）が出撃拠点としていたブーゲンビル島ショートランド泊地は、連日B-17型重爆小数機の空襲を受けていた。また日本軍はサンタイサベル島北西部のレカタ湾に水上機基地を設置しており、ガダルカナル島攻防戦が本格化するにつれ、この水上機基地の強化を企図した。9月11日、Ｒ方面航空部隊指揮官（城島高次第十一航空戦隊司令官）は夕暮に対し、イサベル州フェラ島（戦史叢書ではファラ島と記載）に基地設置を命じた。夕暮は13日にショートランド泊地を出撃、ファラ島にむかったがヘンダーソン飛行場基地に対する日本陸軍総攻撃が失敗に終わったことを受け、命令によりショートランド泊地に帰投した。14日、レカタ基地の燃料逼迫により、補給物資やファラ島基地向けの人員機材を搭載し、再度ショートランド泊地を出撃した。
10月1日の時点で、第27駆逐隊は外南洋部隊の麾下にあり、夕暮はＲ方面航空部隊に所属していた。10月9日の兵力部署変更（12日午前零時発令）により、夕暮は増援部隊から除かれている。10月中旬以降、夕暮はＲ方面航空部隊としてショートランド泊地、レカタ基地、ファラ島方面で行動した。
南太平洋海戦後の兵力部署変更により、夕暮は外南洋部隊増援部隊に復帰した。
10月31日夜、甲増援隊指揮官（第四水雷戦隊司令官高間完少将）の指揮下、第27駆逐隊は甲増援隊に所属してショートランド泊地を出撃する。11月2日夜、警戒隊（朝雲、時雨）の哨戒下でガ島タサファロング泊地に突入し、輸送任務を終えて3日1525ショートランド泊地に帰投した。
11月4日2330、第27駆逐隊をふくむ甲増援隊はショートランド泊地を出撃した。他に第三水雷戦隊司令官直率の乙増援隊も出動した。空襲や魚雷艇の攻撃を受けたが被害はなく、両部隊とも5日夜のガ島輸送に成功し、6日朝ショートランド泊地に帰投した。この任務後、外南洋部隊増援部隊指揮官の職務は第三水雷戦隊司令官橋本信太郎から第二水雷戦隊司令官田中頼三少将に引き継がれた。三水戦司令官は軽巡川内と三水戦各艦を率いてトラック泊地に帰投した。
田中少将の指揮下で増援部隊の編成がかわり、第四水雷戦隊は乙増援隊となった。11月7日22300、第9駆逐隊司令佐藤康夫大佐の指揮下、夕暮を含む駆逐艦複数隻はショートランド泊地を出撃する。8日深夜、ガ島揚陸地点で魚雷艇に邀撃されたが深刻な被害はなかった。輸送任務を終え、9日0925ショートランド泊地に帰投した。
11月8日、前進部隊指揮官（第二艦隊司令長官近藤信竹中将）は第十一戦隊（司令官阿部弘毅少将）の戦艦比叡と霧島を基幹とする挺身攻撃隊を編成し、第27駆逐隊も加わった（海戦に到る経緯と経過詳細は第三次ソロモン海戦を参照）。第27駆逐隊（時雨、白露、夕暮）はガダルカナル島とラッセル諸島間の警戒を担当した。12日夜に挺身攻撃隊がガダルカナル島に突入し、11月13日未明に第三次ソロモン海戦の第一夜戦が勃発した。
戦闘後、第十戦隊司令官木村進少将（旗艦「長良」）は第四水雷戦隊に対し「霧島を護衛して北方に避退せよ」と下令した。第27駆逐隊は霧島に合流し、護衛を開始した。つづいて第27駆逐隊と秋月型駆逐艦照月は比叡救援を命じられた。午前4時、第27駆逐隊は反転南下し、舵故障のためサボ島周辺を航行中の比叡救援にむかった。
まず駆逐艦雪風（第16駆逐隊）が比叡に合流し、続いて第27駆逐隊と照月も合流した。第十一戦隊司令官は比叡から雪風に移乗した。日中になり空襲を受け、魚雷と爆弾命中により比叡の損害は増加、舵復旧の目途もたたなかった。昼過ぎ、第十一戦隊司令官は「比叡処分ノ為各艦魚雷二本ヲ準備シオケ」と下令する。比叡は放棄され、乗組員は護衛5隻（雪風、照月、時雨、白露、夕暮）に移乗した。雷撃処分直前に連合艦隊より「処分スルナ」の命令があり（1440発信）、各艦は比叡処分をやめて戦場を離脱した。夜になって現場に引き返すと比叡の艦影はなく、沈没したものと認められた。
第三次ソロモン海戦第二夜戦（十四日の夜戦）に参加した照月を除き、各艦はトラック泊地に帰投した。
第三次ソロモン海戦後、連合軍は東部ニューギニア方面で攻勢に出た。外南洋部隊はニューギニア方面への駆逐艦輸送を開始したが損傷艦が続出し、連合艦隊は外南洋部隊に派遣する駆逐艦の数をふやす。11月30日、有明と夕暮はラバウルに進出した。外南洋部隊は夕暮と第4駆逐隊を増援部隊に、有明を支援隊に編入し、各艦は12月3日までにショートランド泊地に進出した。
同日1130、増援部隊指揮官（第二水雷戦隊司令官田中頼三少将）は夕暮など駆逐艦10隻を率いてショートランド泊地を出撃する（第二次ドラム缶輸送）。空襲で巻波が小破、ドラム缶1500個を投入したが、ガ島陸軍が回収したのは310個であったという。
12月9日以降、天霧と夕暮はレカタ輸送を実施した。
12月26日1700、第17駆逐隊司令は夕暮以下駆逐艦6隻はラバウルを出撃する。ショートランド泊地に立ち寄ったあと、27日深夜にニュージョージア諸島バングヌ島のウイックハム (Wickham) に兵員と物資を輸送した。28日0630、輸送部隊はショートランド泊地に戻った。
この輸送作戦を終えたあと、連合艦隊は外南洋部隊に編入中の各艦（電、磯波、有明、夕暮）の前進部隊復帰を命じた。

### 護衛任務
1943年（昭和18年）1月1日、夕暮は陸軍輸送船団を護衛してラバウルを出発する。2日、護衛中の天城山丸が被雷した。5日トラック泊地に到着した。
1月7日、駆逐艦複数隻は、戦艦陸奥、空母瑞鶴、重巡鈴谷を護衛してトラック泊地を出発した。途中で横須賀に向かう陸奥隊とわかれ、内海西部に到着した。
1月30日、夕暮と磯波は陸軍第41師団主力を中国大陸沿岸の青島から東部ニューギニア・ウェワクへ輸送する丙号輸送部隊に編入された（電令作第469号）。夕暮は丙三号輸送の第四輸送隊の輸送船（壽山丸、新京丸、新玉丸）を護衛することになった。夕暮は佐世保からパラオに進出、2月14日にパラオで合同した。
同日、外南洋部隊は隷下駆逐艦を丙号輸送部隊の護衛に増強した。第四輸送隊には駆逐艦皐月と文月が加えられた。22日、第四輸送隊（壽山丸、新京丸、新玉丸、護衛艦艇）はパラオを出発、26日ウェワクに到着した。夕暮は27日に丙号輸送部隊から除かれ、ウェワクで船団の上空護衛を行った空母瑞鳳の航空隊基地員を収容してトラック泊地へ向かった。
3月8日、駆逐艦2隻（夕暮、萩風）は空母冲鷹を護衛してトラックを出発した。横須賀到着後、夕暮と萩風は戦艦金剛の内海西部回航を護衛した。
3月22日、夕暮以下駆逐艦4隻は、第二航空戦隊（隼鷹、飛鷹）と第八戦隊（利根、筑摩）を護衛して内地を出発した。27日、艦隊はトラックに到着した。
1943年4月8日、トラック西方30浬で「厚生丸」が被雷し、「夕暮」と軽巡洋艦「長良」がトラックから救援に向かった。「厚生丸」は「長良」に曳航されてトラックへ向かったが、浸水により沈没した。
13日、涼月（第61駆逐隊）と船団護衛に出動したが、夕暮は14日夜にスコールの中で輸送船武庫丸と衝突する。帰投後に工作艦明石で修理を行った。翌日には任務に復帰した。
5月8日、夕暮など駆逐艦数隻は、戦艦大和、空母雲鷹と冲鷹、第五戦隊（妙高、羽黒）を護衛してトラック泊地を出発、日本近海で呉にむかう大和隊と、横須賀に向かう空母隊に別れた。その後、時雨と有明も戦艦武蔵（山本元帥の遺骨安置中）他を護衛して内地に帰投した。一連の経過により、第27駆逐隊（時雨、有明、夕暮）が内地に揃った。連合艦隊はアッツ島の戦いに備えたが、出撃を見合わせるうちに同島守備隊は玉砕した。
6月10日、有明と夕暮はトラック泊地に向かう第二航空戦隊の空母飛鷹を護衛して横須賀を出港した。同日1853、アメリカ軍潜水艦トリガー (USS Trigger, SS-237) の雷撃で飛鷹が大破した。飛鷹は被雷後に敵潜水艦と誤認して夕暮を高角砲と機銃で射ち、夕暮は第3砲塔附近に被弾して乗員2名が戦死、5名が負傷した。連合艦隊の命令により横須賀にいた軽巡洋艦五十鈴（第十四戦隊）が出動する。飛鷹は五十鈴に曳航され、横須賀に帰投した。
飛鷹の代艦として、第五十航空戦隊に所属していた空母龍鳳が第二航空戦隊に編入された。
6月16日、第三戦隊司令官栗田健男中将の指揮下、第三戦隊（金剛、榛名）、第七戦隊（熊野、鈴谷）、空母3隻（龍鳳、大鷹、冲鷹）、軽巡五十鈴、第27駆逐隊を含む駆逐艦複数隻は横須賀を出港、21日トラック泊地に到着した。

### 沈没
1943年（昭和18年）6月30日、連合軍はカートホイール作戦によりレンドバ島およびニュージョージア島に上陸を敢行、ニュージョージア島の戦いがはじまる。
7月2日、夕暮（第27駆逐隊）と清波（第31駆逐隊）は油槽船玄洋丸を護衛してトラックを出発、7月5日ラバウルに到着した。
連合艦隊は7月7日付で第二水雷戦隊（司令官伊崎俊二少将）を外南洋部隊に編入し、当面の増援輸送に従事させた。
7月9日、外南洋部隊指揮官鮫島具重海軍中将（第八艦隊司令長官）は将旗を鳥海に掲げ、水上部隊の全力出撃を敢行した。ニュージョージア方面出撃部隊の軍隊区分は、主隊（鳥海、川内）と警戒隊（雪風、夕暮、谷風、浜風）、第22駆逐隊司令指揮下のコロンバンガラ輸送部隊（皐月、三日月、松風、夕凪）であった。同日1700、外南洋部隊はブーゲンビル島ブインを出撃した。輸送部隊はコロンバンガラ輸送に成功したが、主隊および警戒隊は連合軍水上部隊と遭遇せず、対地砲撃をおこなったあと7月10日0700までにブインへ帰投した。
つづいて外南洋部隊はコロンバンガラ島への緊急輸送を行うことになった。本輸送作戦は、第二水雷戦隊司令官伊崎俊二少将が旗艦「神通」より指揮をとる。7月12日未明、警戒隊の軽巡神通（第二水雷戦隊旗艦）と駆逐艦5隻（清波、雪風、浜風、夕暮、三日月）はラバウルを出撃した。輸送隊の駆逐艦4隻は同日1840、ブインを出撃した。日本軍の輸送を察知した連合国軍艦隊（軽巡3隻、駆逐艦10隻）はクラ湾に展開し、日本軍輸送部隊を迎え撃った。
7月12日午後11時頃に両軍が遭遇し、コロンバンガラ島沖海戦が生起した（海戦の経過詳細は当該記事を参照）。海戦は日本側が勝利し、輸送作戦も成功した。だが旗艦神通が沈没し、第二水雷戦隊司令部は全滅した。
連合軍水上部隊を完全に撃滅するため、日本側は第七戦隊司令官西村祥治少将（旗艦「熊野」）を指揮官とする夜戦部隊を編成した。第七戦隊は7月11日にラバウルに到着したばかりである。夜戦部隊の編成は、西村少将直率の主隊（熊野、鈴谷、鳥海）、第三水雷戦隊司令官伊集院松治大佐（7月10日、ラバウル着任）が指揮する水雷戦隊、第30駆逐隊司令が指揮する輸送隊であった。
7月16日夜、夜戦部隊はラバウルを出撃した（外南洋部隊電令作第379号）。17日朝、連合軍はブインに大規模空襲を敢行、ショートランド泊地にいた駆逐艦初雪が沈没し、損傷艦多数を出した。南東方面部隊の命令により、夜戦部隊はラバウルに引き返した。ブイン空襲の被害により、夜戦部隊の編成は一部変更された。
7月18日夜、熊野を旗艦とする夜戦部隊は、主隊（熊野、鈴谷、鳥海）と水雷戦隊（川内、雪風、浜風、夕暮、清波）という区分で再びラバウルを出撃した。19日夕刻、ブインからきた輸送部隊（三日月、水無月、松風）と合流する。輸送部隊は7月20日未明、コロンバンガラ島輸送に成功した。
一方、夜戦部隊はクラ湾を機宜行動したが連合軍水上部隊は出現しなかった。19日午後11時、クラ湾北方で反転し、帰途につく。夜戦部隊は、満月の月明下でPBYカタリナ飛行艇に捕捉されていた。7月20日の日付変更直後、米軍機が急襲した。00時34分、TBFアベンジャー雷撃機の攻撃により夕暮は轟沈した。つづいて旗艦熊野も艦後部に被弾して舵故障となった。清波が反転して夕暮の救援に向かったが「0110夕暮乗員救助中」の通信を最後に行方不明となった。清波も、夜間空襲により撃沈されたのである。8月5日に救助された清波乗組みの西川水兵長によると、清波は夕暮の乗員約20名を救助した後、2度の夜間爆撃を受けて沈没した。60名ほどが漂流していたが、孤島に漂着した西川以外は行方不明になったという。こうして、夕暮の乗組員は全員戦死した。
7月28日、駆逐艦三日月と有明はニューブリテン島ツルブ輸送作戦中に空襲により撃沈された。
夕暮と有明は10月15日、第27駆逐隊、
初春型駆逐艦、
帝国駆逐艦籍から除籍された。
艦名は海上自衛隊のありあけ型護衛艦ゆうぐれに引き継がれた。

## 歴代艦長
※『艦長たちの軍艦史』300-301頁による。

### 艤装員長
1. 安武史郎 少佐：1934年11月1日[198] - 1935年1月25日[199]

### 艦長
1. 安武史郎 少佐：1935年1月25日[199] - 1935年11月15日[200]
2. 柳川正男 少佐：1935年11月15日[200] - 1937年12月1日[201]
3. 一門善記 少佐：1937年12月1日[201] - 1938年1月12日[202]
4. 沢村成二 少佐：1938年1月12日[202] - 1938年12月15日[203]
5. （兼）市原千代次 少佐：1938年12月15日[203] - 1939年2月20日[204]
6. 萩尾力 少佐：1939年2月20日[204] - 1939年11月15日[205]
7. 藤田勇 少佐：1939年11月15日[206] - 1940年10月15日[32]
8. 加茂喜代之 少佐/中佐：1940年10月15日[32] - 1943年7月20日戦死（同日付、海軍大佐）[207]